# منشأة ظافر
قرية منشاة ظافر هي إحدى القرى التابعة لمركز أطسا في محافظة الفيوم في جمهورية مصر العربية. حسب إحصاءات سنة 2006، بلغ إجمالي السكان في منشاة ظافر 5375 نسمة، منهم 2800 رجل و2575 امرأة.